# Paco Quílez
Francisco Quílez, conocido como Quilates (1912 - San Sebastián, 13 de septiembre de 1973), fue un periodista español.

## Biografía
Pionero del periodismo deportivo en España, su carrera profesional se desarrolló fundamentalmente en las ondas de la Cadena SER, en la que ingresó en 1930, cuando la emisora aún se llamaba Unión Radio.
Finalizada la guerra civil española, fue uno de los profesionales que sentó las bases del periodismo deportivo en España, junto a otros maestros como Matías Prats Cañete o Vicente Marco.
Entrada la década de los cincuenta puso en marcha el espacio Siguiendo los deportes en la misma Cadena SER. También dirigió la revista Gran Premio.
Gran aficionado a las carreras de caballos, fue uno de los grandes impulsores de este deporte en España.
En 1965 recibió el Premio Ondas a la Mejor labor deportiva por su carrera en la Cadena SER.